# بارات كاواس
بارات كاواس (16 أبريل 1992 كاتماندو نيبال - ) هو لاعب كرة قدم نيبالي، يلعب كمهاجم.

## روابط خارجية
- بارات كاواس على موقع قاعدة بيانات كرة القدم.إي يو (الإنجليزية)
- بارات كاواس على موقع ناشيونال فوتبول تيمز (الإنجليزية)